# Inga spiralis
Inga spiralis är en ärtväxtart som beskrevs av Liesner och D'arcy. Inga spiralis ingår i släktet Inga och familjen ärtväxter. IUCN kategoriserar arten globalt som sårbar. Inga underarter finns listade i Catalogue of Life.